# Epicrates alvarezi
Espèce
Statut CITES
Epicrates alvarezi est une espèce de serpents de la famille des Boidae.

## Répartition
Cette espèce se rencontre dans le Nord de l'Argentine, dans le Sud-Est de la Bolivie et dans l'Ouest du Paraguay.
En Argentine on le trouve dans les provinces de : Catamarca, Chaco —dans l'Ouest—, Córdoba —dans le Nord et l'Ouest—, Formosa —dans l'Ouest—, Jujuy —dans l'Est—, La Rioja —dans l'Est—, Salta, San Luis —dans l'extrême Nord—, Santa Fe —dans l'extrême Nord-Ouest—, Santiago del Estero et Tucumán.

## Description
Dans leur publication de 1964, Ábalos, Baez & Nader indiquent que le plus grand spécimen observé, une femelle, mesurait 147 cm dont 14 cm pour la queue. D'une manière générale celle-ci représente entre 9,7 à 13,9 % de la longueur totale de cette espèce.

## Systématique
Le nom valide complet (avec auteur) de ce taxon est Epicrates alvarezi Ábalos (d), Báez (d) & Náder (d), 1964.
L'espèce a été initialement décrite comme sous-espèce de Epicrates cenchria sous le protonyme Epicrates cenchria alvarezi Abalos, Baez & Nader, 1964,.
Epicrates alvarezi a pour synonyme :
- Epicrates cenchria alvarezi Abalos, Baez & Nader, 1964

### Étymologie
Son épithète spécifique, alvarezi, lui a été donnée en l'honneur de l'homme politique, physicien et herpétologiste argentin Antenor Álvarez (d) (1864-1948).

### Publication originale
- (es) J. W. Ábalos, E. C. Báez et R. Náder, « Serpientes de Santiago del Estero (República Argentina) », Acta Zoológica Lilloana, Argentine, vol. 20,‎ 1964, p. 211-283 (ISSN 0065-1729).